# LIFE
 For alternative betydninger, se LIFE (flertydig). (Se også artikler, som begynder med LIFE)
LIFE er navnet på et amerikansk magasin. 
Det første Life udkom den 4. januar 1883. Magasinet omhandlede dagligdags emner ofte beskrevet med en humoristisk vinkel. Magasinet opnåede en betydelig succes, men oplevede efter afslutningen af 1. verdenskrig en løbende tilbagegang. I 1930'erne oplevede magasinet økonomiske problemer som følge af fald i oplaget.
I 1936 erhvervede Henry Luce rettighederne til navnet og magasinet udkom herefter som et ugeblad med vægt på fotoreportage. 
Magasinet udkom ugentligt fra 1936 til 1972, i en række specialudgivelser i 1974-1978 og som månedsmagasin fra 1978 til 2000. 2004 begyndte LIFE at udkomme som tillæg til en lang række amerikanske aviser.

## Det førsteLife
Life blev grundlagt den 4. januar 1883, i New York City af John Ames Mitchell og forlæggeren Andrew Miller. Miller varetog bladets økonomi og forretningsmæssige forhold. Mitchell, der var 37 år og havde arbejdet som illustrator, brugte 10.000$ af en modtaget arv til at investere i projektet, og fungerede som redaktør på bladet, der udkom en gang om ugen. Mitchell skabte det første design for logoet Life med illustrationer af cupidofigurer. Mitchell drog fordel af en ny revolutionerende trykketeknik, hvor der ved trykningen blev benyttet zink-dækkede klichéer, hvilket gav en for samtiden stærkt forbedret kvalitet af illustrationer og grafisk design. Dette medvirkede til at give Life en fordel i forhold til de konkurrerende humoristiske magasiner Judge og Puck, der på det tidspunkt allerede var etablerede og succesfulde. Edward Sandford Martin blev ansat som Life’s første litteraturredaktør. Martin havde en akademisk grad fra Harvard og var grundlægger af The Harvard Lampoon.
Det første nummer af Life blev udgivet under mottoet "Hvor der er liv, er der håb" ("While there’s Life, there's hope"). Det nye magasin fastlagde sine principper og temaer således: "Vi ønsker at have noget sjovt i denne udgivelse... Vi ønsker at bringe den lejlighedsvise glæde, der flyder rundt i den eller uvenlige verden, til hjemmene... Vi vil have noget at sige om religion, politik, mode, samfund, litteratur, scenekunst, børsen og politistationen, og vi vil sige vor mening så fair og sandt, som vi er i stand til."
Magasinet blev en succes og tiltrak hurtigt nogle af de bedste skribenter, fotografer og tegnere. Til dem hørte illustratoren Charles Dana Gibson, der tre år efter grundlæggelsen leverede sit første bidrag til magasinet mod et honorar på 4$: En hund uden for sin kennel, der hylede mod Månen. Gibson blev herefter knyttet fast til Life sammen med en andre illustratorer som Palmer Cox, A. B. Frost, Oliver Herford og E. W. Kemble. Blandt de velkendte skribenter og forfattere, som skrev i Life, var John Kendrick Bangs, James Whitcomb Riley og Brander Matthews. 
På samme måde som fotoreportagen senere skulle blive Lifes væsentligste kendetegn, var illustrationerne særkendet ved det "første" Life. Charles Dana Gibson mest kendte figur, den ikoniske Gibson Girl, blev trykt første gang i Life. 'Gibon Girl' blev USA's feminine ideal i perioden efter og kom til at præge mode og kvindeidealer i første del af 1900-tallet.
Life blev kendt som et magasin, der opdagede og udviklede talent; særlig blandt illustratorer. I 1908 udgav Robert Ripley sin første tegning i Life, 20 år inden han blev kendt i forbindelse med Ripley's Believe It or Not!. Norman Rockwells første magasinforside for Life, "Tain’t You", blev udgivet den 10. maj 1917. Rockwells tegninger og malerier prydede forsiden af Life 28 gange mellem 1917 and 1924. Rea Irvin, den første art director på The New Yorker, fik sine første forsideillustrationer på Life.
Life havde dog også en mørkere side. Michtell blev kritiseret for sin utilslørede antisemitisme. Da Life beskyldte de jødiske teaterproducere Klaw & Erlanger for at være skyld i den tragiske Iroquois Teater-brand, hvor 605 mennesker omkom i Chicago i 1903, rejste sig en national forargelse. Life’s teateranmelder James Stetson Metcalfe blev udelukket fra teatre på Manhattan, og Life svarede igen med at bringe adskillige tegninger af jøder afbildet med groteske og enorme næser.
Life havde holdninger til politik og internationale forhold og udgav flammende pro-amerikanske ledere. Mitchell og Gibson blev oprevet over Tysklands angreb på Belgien i 1. verdenskrig og påbegyndte en kampagne for at trække USA ind i krigen. Mitchell havde opholdt sig i syv år i Paris på kunstskoler, hvilket havde givet ham sympati for Frankrig, og bladets dækning af krigen i Europa var stærkt ensidig. Gibson tegnede den tyske kejser Wilhelm II som en blodtørstig galning, der fornærmede Uncle Sam, snerrede ad forkrøblede soldater og skød på sygeplejersker fra Røde Kors. Mitchell nåede lige at leve længe nok til at se Life’s bestræbelser bære frugt, da USA erklærede Det Tyske Kejserrige krig i 1917.
Efter Mitchells død i 1918 købte Gibson magasinet for en million dollars. Men tiderne havde skiftet, og samfundet var et andet end i de sorgløse og optimistiske 1890'erne, hvor der var salg i familieorienteret humor og dydige Gibson-piger i lange kjoler. Verdenskrigen havde forandret verden. Life’s brand som et pænt, kultiveret og humoristisk magasin passede mindre godt til efterkrigstidens mere grove og kyniske samfund, hvor også en begyndende seksuel revolution og kvindefrigørelse spillede en rolle. Life blev mødt med en stigende konkurrence fra magasiner, der havde indstillet sig på den nye virkelighed. 
I 1920 udpegede Gibson den tidligere medarbejder ved Vanity Fair Robert E. Sherwood som redaktør på Life. Sherwood forsøgte at introducere mere sofistikeret humor i bladet. Life begyndte at give udtryk for en mere akademisk humor, blandt andet med tegneserier og indhold om 1920'ernes frigjorte kvinder, de såkaldte flappers, og artikler om burlesque. Fra 1920 påbegyndte Life en kampagne mod 1920'ernes alkoholforbud og gav spalteplads til humoristerne Frank Sullivan, Robert Benchley, Dorothy Parker, Franklin Pierce Adams og Corey Ford. Blandt illustratorerne og tegneserieforfatterne var Ralph Barton, Percy Crosby, Don Herold, Ellison Hoover, H. T. Webster, Art Young og John Held, Jr.
Gibson tabte interessen for Life nogle år efter købet af bladet og overdrog aktierne til medarbejderne Clair Maxwell og Henry Richter. På det tidspunkt var udgivelsen stærkt tabsgivende, og Gibson trak sig tilbage til sit hjem i Maine, hvor han i stedet kastede sig over at male. 
På trods af de mange talentfulde bidragsydere kunne bladet ikke standse tilbagegangen. Life oplag svandt ind, samtidig med at underskuddene voksede. I 1925 sendte den nye konkurrent The New Yorker sit første blad på markedet. Meget var kopieret fra Life’s stil, ligesom The New Yorker hyrede flere af Life's nøglemedarbejdere. Yderligere konkurrence opstod fra nye magasiner som Ballyhoo og Hooey, der benyttede en grovkornet humor. Mandebladet Esquire udkom første gang i 1933 og påførte også Life yderligere konkurrence. 
De nye ejere forsøgte at tilpasse sig de nye tider. Man gik fra at være et ugentligt magasin til at udkomme én gang om måneden. Men i takt med, at de brølende 20'ere gled over i Depressionen, svandt magasinets oplag, og ejerne måtte konstatere, at der ikke var et økonomisk grundlag for at drive bladet videre. 
I 1936 tilbød Henry Luce at købe bladets navn, hvilket ejerne, presset af de økonomiske realiteter, endte med at acceptere. Da Maxwell annoncerede, at Life i den indtil da kendte form var gået ind, udtalte han: “Vi kan ikke ligesom Hr. Gene Tunney (tidligere ubesejret verdensmester i sværvægt, red.) sige, at vi har trukket os ubesejret tilbage. Men vi kan i det mindste håbe på, at vi kan trække os tilbage med æren i behold i en verden, der fortsat er os venligt stemt.”
Det sidste nummer af Life i det oprindelige format indeholdt en svanesang skrevet af den da 80-årige Edward Sandford Martin, der var kaldt tilbage fra sit otium for at skrive bladets nekrolog: "At Life skal overgå til nye ejere og ny ledelse er af vital interesse for den eneste overlevende blandt den lille gruppe, der var med til fødslen i januar 1883... for mit vedkommende ønsker jeg det al mulig held og lykke; værdighed, barmhjertighed og fred og brugbarhed i en forvirret verden, der ikke ved, i hvilken retning den skal gå, eller hvad der skal ske. En skøn tid for en ny stemme for at give lyd, der behøver at blive hørt!"

## Det andetLIFE
I 1936 købte Henry Luce magasinet for 92.000$. Luce var ejer af Time, Inc., der allerede udgav magasinerne TIME og Fortune. Han ønskede at relancere magasinet som et ugeblad under navnet LIFE som supplement til forlagets øvrige succesfulde magasiner. Luce var alene interesseret i navnet Life og overdrog det gamle magasins kundelister, inventar og goodwill til det satiriske magasin Judge og benyttede således alene navnet Life. Time, Inc. ændrede typografien i logoet, således af LIFE nu blev skrevet med hvide versaler på rød baggrund. Med en fast tro på, at fotografier var i stand til at formidle en historie frem for blot at illustrere en skreven tekst, lancerede Time, Inc. det nye LIFE den 23. november 1936.
Det relancerede LIFE blev straks en succes. Det nye format med 50 siders billedreportage med koncentreret tekst og stort vægt på billeder tiltalte køberne i en tid uden væsentlig konkurrence fra TV og andre billedmedier. Magasinet var trykt på tykt, eksklusivt papir og til en overkommelig pris på 10 cent pr. blad. Oplaget skød i vejret og overgik de mest optimistiske estimater. Første nummer blev trykt i et oplag på 380.000. Allerede en måned senere havde oplaget passeret en million. LIFE's succes fik mange til at skabe tilsvarende magasiner, herunder det amerikanske Look, der blev grundlagt allerede året efter i 1937. Også i Danmark tog man det nye format til sig, og Det Berlingske Officin etablerede allerede i 1938 et dansk modstykke til LIFE i form af Billed-Bladet, der ikke blot kopierede fotoreportage-konceptet, men tillige valgte et tilsvarende logo med navnet med hvide versaler i en rød boks. 
Luce ansatte en medarbejder fra TIME, Edward Kramer Thompson, som assisterende billedredaktør i 1937. Thompson overtog i 1949 posten som ansvarshavende og administrerende redaktør og fungerede i disse funktioner frem til 1970. Thompson havde en betydelig indflydelse på magasinets indhold i dets velmagtsdage fra slutningen af 1930'erne frem til midten af 1960'erne, hvor bl.a. konkurrencen fra tv-mediet mindskede magasinets gennemslagskraft. Thompson var kendt for at give sine medarbejdere forholdsvis frie tøjler, særlig hvad der blev betegnet som en "trio af formidable og farverige kvinder: redaktørerne Sally Kirkland (moderedaktør), Mary Letherbee (filmredaktør) og Mary Hamman (livsstilsredaktør)."

## LIFEunder 2. verdenskrig
LIFE var patriotisk og støttede fra første færd den amerikanske deltagelse i 2. verdenskrig. LIFE arrangerede kunstkonkurrencer for hærens ansatte og soldater og uddelte forholdsvis store priser til deltagerne, der fik deres bidrag trykt i magasinet. LIFE støttede også hærens bestræbelser på at få kunstnere til at dokumentere krigens forløb. Henry Luce overdrog på årsdagen for angrebet på Pearl Harbor den 7. december 1960 LIFE’s samling af 1.050 malerier til den amerikanske hær. LIFE dækkede krigsdeltagelsen intensivt med billedreportager, der blev leveret af LIFE’s og TIME’s 40 krigskorrespondenter, hvoraf seks var kvinder. 
LIFE var det første blad, der bragte billeder af dræbte amerikanske soldater under krigen, da LIFE den 20. september 1943 på en helside bragte et billede af tre omkomne soldater, der lå i vandkanten efter Slaget om Buna-Gona. Billedet var kontroversielt, og der gik flere måneder, før LIFE fik tilladelse af censuren til at offentliggøre det. Billedet var taget af fotografen George Strock den 31. december 1942 eller muligvis en måneds tid senere. Det var det første billede af døde soldater, som ikke var tildækkede, i kister eller på anden måde skjult. 
LIFE oplevede også kritik under krigen, da magasinet i 1942 dækkede raceurolighederne i Detroit, der førte til omfattende ødelæggelse og 34 dræbte, de fleste sorte fabriksarbejdere. LIFE skrev, at "moralen er den måske værste i USA ... Det er på tide, at resten af landet sætter sig op og tager notits af situationen. For Detroit kan gøre en ende på Hitler eller en ende på USA" Detroits borgmester tog skarpt afstand fra antydningerne af byens manglende patriotisme, og artiklen blev anset for så kontroversiel, at den amerikanske censur ikke tillod artiklen at blive trykt i de blade, der blev solgt uden for Nordamerika.
Magasinet dækkede krigens brændpunkter i Stillehavskrigen og i Europa, og dens reportere og fotografer var med i første angrebsbølge ved Invasionen i Normandiet i Frankrig. Den første civile fotograf, der ankom til Hitlers førerbunker, var William Vandivert fra LIFE. LIFE’s billedreportager fra fejringen af krigsafslutningen og sejren på Times Square har opnået ikonisk status.

## LIFEi tiden fra 1945-1959
LIFE fortsatte sin succes efter afslutningen af krigen. Ud over sine højt estimerede fotoreportager bragte magasinet bidrag fra kendte forfattere, bl.a. Ernest Hemingway, hvis roman The Old Man and the Sea blev trykt i bladet tillige med flere andre bidrag fra forfatteren, bl.a. om tyrefægtning. Kort efter udløbet af præsident Harry S. Trumans embedsperiode meddelte Truman i februar 1953, at han havde overdraget rettighederne til sine erindringer til LIFE. Bladet fortsatte de omfattende fotoreportager og dækkede også Koreakrigen tæt.
Magasinet fulgte også med tiden i post-krigstidens USA på andre måder og bragte fra slutningen af 1950'erne flere artikler om brug af psilocybinsvampe og det dengang lovlige stof LSD.
Ved udgangen af 1950'erne måtte bladet imidlertid konstatere, at interessen for de traditionelle fotoreportager var dalene. Det nyt tv-medie leverede levende billeder til alle, og den opståede konkurrence betød et fald i oplag og annonceindtægter. LIFE besluttede at reducere bladets pris fra 25 cent til 19 cent, og man forsøgte at ændre magasinets fokus. 

## 1960'erne og slutningen på en æra
LIFE begyndte i 1960'erne at prioritere fotoreportager om kendte personers liv. Særlig den unge præsident John F. Kennedy og hustruen Jacqueline Kennedy blev ofte portrætteret, men også kendte skuespillere kom i spalterne, bl.a. parret Elizabeth Taylor og Richard Burton. LIFE havde dog fortsat de traditionelle fotoreportager og bragte under hele Vietnamkrigen omfattende, prisbelønnede reportager fra fronten, ofte med hovedvægten lagt på krigens brutalitet og omkostningerne for de amerikanske soldater. LIFE bragte også omfattende fotodækning af det amerikanske rumprogram Apollo.
Oplagsnedgangen fortsatte på trods af det forøgede fokus på kendte mennesker, og upåvirket af anerkendelsen og priserne for foto-journalistikken i Vietman. I januar 1971 reducerede man oplaget til 8,5 million eksemplarer og i januar 1972 igen til 5,5 million. I tillæg til problemerne med de faldende oplag led LIFE et stort prestigetab, da det viste sig, at den biografi om Howard Hughes, som Clifford Irving havde skrevet og bl.a. solgt til LIFE, viste sig at være et fupnummer. 
Som reaktion på problemerne med faldende oplagstal besluttede Time, Inc. i 1972 at lade LIFE ophøre som et ugentligt magasin. Det sidste ugeblad udkom den 29. december 1972.
I perioden fra 1972 til 1978 udgav Time, Inc. 10 LIFE Special Reports med forskellige temaer, såsom "The Spirit of Israel", "Remarkable American Women" og "The Year in Pictures". Med et minimum af markedsføring solgte disse udgivelser mellem en halv og en million eksemplarer til en pris af 2$ stykket.

## Månedsmagasin - Perioden 1978-2000
I 1978 udkom LIFE som et månedsmagasin med et modificeret logo. Oplaget var op gennem 1980'erne på omkring 1,5 million. LIFE udsendte i 1991 fire ugentlige udgaver under den første Golfkrig, kaldet LIFE in Time of War.
Det var dog fortsat vanskeligt for Time Inc. at opretholde en rentabel virksomhed, og fra juli 1993 blev magasinet udgivet i en version med mindre sider og med det tidligere logo, ligesom annoncepriserne blev reduceret kraftigt.
Magasinet opnåede en del bevågenhed i august 1995, da bladets tidligere fotograf Alfred Eisenstaedt døde. Eisenstaedt havde taget en række ikoniske fotografier af 1900-tallets markante skikkelser, blandt andre Adolf Hitler, Benito Mussolini, Marilyn Monroe, Ernest Hemingway, Kennedy-familien og Sophia Loren.
Den nedadgående tendens fortsatte dog i 1990'erne med faldende oplag og vigende annonceindtægter. LIFE kom kortvarigt i fokus ved udgangen af 1999, da magasinet publicerede lister over betydningsfulde personer i 1900-tallet og i det forgange årtusinde. Listerne skabte debat om, hvilke personer der var – og ikke var – mest betydningsfulde, ligesom listerne blev kritiseret for at have et for entydigt amerikansk fokus. 
I maj 2000 blev det sidste månedlige magasin udgivet..
Time, Inc. udgav dog efter 2000 enkelte magasiner under LIFE-brandet i form af jubilæumsnumre og numre med bestemte temaer (eksempelvis 9/119. Disse udgivelser har dog mere haft bogform end egentlig magasinform. 

## Avistillæg 2004-2007
I 2004 blev magasinet atter genoplivet, denne gang som avistillæg. Magasinet blev i perioden distribueret i et oplag på samlet 12 millioner og udsendt sammen med en række amerikanske aviser, såsom Washington Post, New York Daily News, Los Angeles Times, Chicago Tribune og Denver Post.
Udgivelsen som avistillæg ophørte i 2007, men Time, Inc. opretholdt magasinets hjemmeside.

## Lister over vigtige begivenheder og personer
I 1999 publicerede LIFE lister over årtusindets vigtigste begivenheder og personer. 

### Årtusindets 10 vigtigste begivenheder
Op til årtusindskiftet bragte LIFE en liste over det forløbne årtusindes 10 vigtigste begivenheder:
1. Bogtryk (Johannes Gutenberg, 1455).
2. Opdagelsen af Amerika (Christopher Columbus, 1492).
3. Protestantismen (Martin Luther, 1527).
4. Dampmaskinen indleder den industrielle revolution (James Watt, 1769).
5. Jorden roterer om Solen (Galileo Galilei, 1610).
6. Bakteriernes rolle i sygdomme (Louis Pasteur, 1864; Robert Koch,1876).
7. Krudtvåben (Kina, 1100).
8. USA's uafhængighedserklæring (1776).
9. Adolf Hitler kommer til magten (1933).
10. Kompasset bruges til søs (Kina, 1117).

Listen er blevet kritiseret for at have for mange vestlige bidrag; for eksempel overså man, at kineserne opfandt trykkekunsten før Gutenberg.

### Årtusindets 100 vigtigste personer
1. Thomas Edison
2. Christopher Columbus
3. Martin Luther
4. Galileo Galilei
5. Leonardo da Vinci
6. Isaac Newton
7. Ferdinand Magellan
8. Louis Pasteur
9. Charles Darwin
10. Thomas Jefferson
11. William Shakespeare
12. Napoleon Bonaparte
13. Adolf Hitler
14. Zheng He
15. Henry Ford
16. Sigmund Freud
17. Richard Arkwright
18. Karl Marx
19. Nicolaus Copernicus
20. Orville og Wilbur Wright
21. Albert Einstein
22. Mahatma Gandhi
23. Kublai Khan
24. James Madison
25. Simón Bolívar
26. Mary Wollstonecraft
27. Guglielmo Marconi
28. Mao Zedong
29. Vladimir Lenin
30. Martin Luther King Jr.
31. Alexander Graham Bell
32. René Descartes
33. Ludwig van Beethoven
34. Thomas Aquinas
35. Abraham Lincoln
36. Michelangelo
37. Vasco da Gama
38. Süleiman I
39. Samuel Morse
40. Jean Calvin
41. Florence Nightingale
42. Hernán Cortés
43. Joseph Lister
44. Ibn Battuta
45. Zhu Xi
46. Gregor Mendel
47. John Locke
48. Akbar
49. Marco Polo
50. Dante Alighieri

1. John D. Rockefeller
2. Jean-Jacques Rousseau
3. Niels Bohr
4. Jeanne d'Arc
5. Frederick Douglass
6. Ludvig 14. af Frankrig
7. Nikola Tesla
8. Immanuel Kant
9. Fan Kuan
10. Otto von Bismarck
11. Vilhelm Erobreren
12. Guido af Arezzo
13. John Harrison
14. Pave Innocens 3.
15. Hiram Maxim
16. Jane Addams
17. Cao Xueqin
18. Matteo Ricci
19. Louis Armstrong
20. Michael Faraday
21. Ibn Sina
22. Simone de Beauvoir
23. Jalal al-Din Muhammad Rumi
24. Adam Smith
25. Marie Curie
26. Andrea Palladio
27. Peter den Store
28. Pablo Picasso
29. Jacques Daguerre
30. Antoine Laurent Lavoisier
31. Phineas Taylor Barnum
32. Edwin Hubble
33. Susan B. Anthony
34. Rafael
35. Helen Keller
36. Hokusai
37. Theodor Herzl
38. Elizabeth I af England
39. Claudio Monteverdi
40. Walt Disney
41. Nelson Mandela
42. Roger Bannister
43. Leo Tolstoj
44. John von Neumann
45. Santiago Ramon y Cajal
46. Jacques Cousteau
47. Katarina af Medici
48. Ibn Khaldun
49. Kwame Nkrumah
50. Carl von Linné

Også denne liste er blevet kritiseret, dels for Edisons førsteplads, dels fordi den blander verdensberømte mennesker med folk, som især er af betydning i USA.

## Eksterne links
- Wikimedia Commons har flere filer relateret til LIFE
- LIFE's hjemmeside Arkiveret 8. december 2014 hos  Wayback Machine